# Polikarpov R-Z
De Polikarpov R-Z, bijgenaamd Natacha, was een Sovjet-verkenningsvliegtuig en bommenwerper uit de jaren dertig van de vorige eeuw. Tussen 1936 en 1938 zijn er ongeveer duizend exemplaren gebouwd. De dubbeldekker was een herziene versie van de Polikarpov R-5. In tegenstelling tot de R-5 was de R-Z uitgerust met een transparante cockpitkoepel (canopy).

## Inzet
In februari 1937 werd een aantal exemplaren naar Spanje geëxporteerd. Het toestel werd daar tijdens de Spaanse Burgeroorlog door de Tweede Spaanse Republiek ingezet. Het vliegtuig werd door Sovjet-Unie ingezet tijdens de Winteroorlog tegen Finland.